# 傑佛遜縣 (西維吉尼亞州)
傑佛遜縣（英語：Jefferson County）是位於美国西維吉尼亞州東部的一個縣，北鄰马里兰州，南鄰弗吉尼亚州，面積548平方公里。根据美国人口普查局2020年的统计，共有人口57,701人。县治查爾斯鎮。該縣成立於1801年，縣名紀念第三任美国总统托马斯·杰斐逊。